# Чукур-чесма
Чукур-чесма се налази у Добрачиној улици у Београду.

## Споменик
На чесми се налази бронзана статуа дечака Саве Петковића у спомен инцидента од стране турских низама који се на том месту одиграо 3/15. јуна 1862. године. Званичан назив скулптуре је „Дечак са разбијеним крчагом”.
Спомен чесма је подигнута 1931. године из средстава задужбине трговца Томе Ванђела, а аутор је био српски академик и скулптор Симеон Роксандић. Модел за спомен чесму био је Властимир Петковић Кепа, некад телефониста Радио Београда, а пре тога познати фудбалер БСК-а (сада ОФК Београд) и репрезентативац Југославије. Од 5. фебруара 1965. године је проглашена за споменик културе.
Вандали су маја 2010. украли скулптуру дечака. Излупали су је чекићем и продали власнику дивљег отпада у Крњачи за 20 хиљада динара. Скулптура је била девастирана и изломљена на 22 дела, али је захваљујући 3D снимку овог споменика извршена рестаурација. 
Реконструкција је трајала три месеца и извршена је на основу тродимензионалног скенирања које је Зоран Миљановић директор фирме „3D свет“ урадио пре него што је скулптура украдена.

## Инцидент
Догађај на Чукур-чесми почео је безазлено, једноставним речима изговореним дечаку шегрту:„Саво, ајд` трк донеси воде са Чукур-чесме!“
Био је то кобан тренутак за малог Саву Петковића, али и остале учеснике догађаја Симу Нешића, Ивка Прокића и друге српске војнике и цивиле, а касније и велика брига високих дипломатских кругова водећих европских држава. То спарно поподне 15. јуна 1862. (по новом календару, 3. јуна по старом) на извор је довело малог Саву шегрта, турске низаме (војнике) и многе друге да утоле жеђ. Један турски војник оте Сави тестију из руку и он поче да се брани, што је веома наљутило Турчина па га је он убио бајонетом, по једној верзији, по другој га је ударио тестијом у главу и Сава паде окрвављен поред чесме. Проблем је био између осталог и у томе да је млаз воде био мали те је пуњење крчага и тестија трајало дуго.
Шегрт Сава је дошао код свога рођака Миленка Петровића у Јајинце код Београда и жене му Љубице из јајиначке породице Николић, да изучава сарачки занат, из села Луково код Куршумлије.
Српски жандарми који су убрзо дошли ухапсили су убице, међутим њима је дошла помоћ других турских војника и то је прерасло у жесток окршај који је трајао целу ноћ. Вест о догађају прострујала је Београдом, на све стране чули су се пуцњи и борба на улицама је почела да се распламсава. Један догађај подстакао је низ нових и одлучујућих. Главни окршај одиграо се на Великој пијаци и однео је неколико живота. Убијени су српски терџуман (преводилац код турских власти) Сима Нешић и жандар Ђорђе Нишлија.
Срби су затим извукли старе пушке, јатагане и ханџаре и на јуриш заузели Варош капију, а Сава капију и Стамбол капију порушили.
Тада су Срби заузели и Сава капију, а вест је стигла и до осталих градова у Србији. Кнез Михаило је, из Шапца где се тих дана налазио, послао ултиматум Турцима да до осам часова увече напусте варош. Следећи дан 16.(4) протекао је у миру, већ наредни 17.(5) био је судбоносан за Београд, почело је бомбардовање Београда из 56 тврђавских топова. Погинуло је око 50 грађана и војника, изгорело је 20, а уништено око 357 кућа. Српско становништво је подигло барикаде за одбрану. У току јула исте 1862. године, у Канлиџи поред Цариграда започети су преговори о независности Србије, на којима су учествовали Француска, Енглеска, Русија и Аустрија. Тада је донета одлука да се турско становништво исели из Србије. У наредних годину дана исељено је више од осам хиљада Турака. На интервенцију страних конзула, пре свега британског конзула Лонгворта, тада је закључено примирје које су потписали Ашир-паша и министар Илија Гарашанин, као и представници страних сила.
Након дугих дипломатских преговора и борбе, Турци су пристали да предају градове на „чување кнезу Михајлу“, прво Београд па Фетислам (Кладово), Смедерево и Шабац, а затим и многе друге. Године 1867. кнез Михаило је добио кључеве Београдске тврђаве, а свечаност је одржана 6. априла на Калемегдану.
Да би цео догађај био расветљен, Карло Пероло, чувени гостионичар код „Хајдук Вељка“, пријавио се као сведок и очевидац догађаја код Чукур-чесме. Поред њега, и Никола Христић, министар унутрашњих дела, очевидац и иследник догађаја код Чукур-чесме и бомбардовања Београда, као и многи други али недовољно познати и проверени сведоци. Поред сличности исказа, постоје и бројна одступања што је довело до касније модификације догађаја. Било како било, догађај код Чукур-чесме везује се за један од најважнијих догађаја у историји Београда. Касније варијације писаца о овом догађају створиле су бројне романтизоване легенде о погибији српског дечака Саве и његових савременика.

### Историјат споменика
Један од ондашњих Београђана заслужан је за обележавање места како би се сачувао од заборава догађај на Чукур-чесми био је познати дуванџија Ванђел Тома. Тестаментом је завештао одређену суму новца за подизање споменика. Пројекат за скулптуру од бронзе на мермерном постаменту урадио је Симеон Роксандић, један од најпознатијих скулптора реалистичког правца у српској уметности. На споменику су уклесане ове речи:„У СПОМЕН ДОГАЂАЈА ОД 26 МАЈА 
1862 ГОДИНЕ НА ЧУКУР-ЧЕСМИ ПОДИЖЕ ОВАЈ СПОМЕНИК ЗАДУЖБИНА ВАНЂЕЛА ТОМЕ 1931 ГОД.“
Сви извори наводе 15. јуна 1862. (по новом календару. 3. јуна по старом), а не 26. мај. Није познато ко је и зашто одступио од утврђеног датума.
Први конкурс за споменик расписан је 1912. године. О резултатима тог конкурса мало се зна, вероватно због избијања Првог светског рата, који је онемогућио подизање споменика.
Нова чесма са скулптуром на врху представља дечака Саву шегрта настрадалог на овом месту. Као модел за израду фигуре био је тринаестогодишњи Властимир Петковић, стицајем пуких околности презимењак жртве сукоба 1862. године. Пројекат за споменик Роксандић је приложио 1927. године уметничкој секцији Општине града Београда, која је прихватила решење уз извесну примедбу на архитектонску форму споменика. Уз консултације архитекте Дубовија из Техничке управе, урадио је нов нацрт и послао га Општини на мишљење наредне године. Измене су прихваћене, споменик са скулптуром на мермерном постаменту са базенчићем, где се сливала вода из крчага, био је повезан на водовод и уличну канализацију. Базенчић је добио нов заобљени изглед, а поред је постављена и мермерна клупа. Од предаје пројекта и одлуке Општине прошло је још три године, па је споменик подигнут тек 1931. године.
Изражена моделација, експресивност покрета људског тела и реалистичко приказане лежеће фигуре дечака са тестијом у руци чува легенду о младом шегрту и сећање на новију историју Београда будућим генерацијама. Споменик се налази на Дорћолу, који у себи још увек чува дух старог Београда са уским улицама и старим грађанским кућама с краја 19. и прве половине 20. века.
Овај споменик, уметничко дело вајара Роксандића, обележава аутентично место једног историјског догађаја, као и место једне од најстаријих јавних чесама у Београду. Због својим уметничких и историјских вредности проглашен је за споменик културе 1965. године.